# Лара Керролл
Лара Керролл (англ. Lara Carroll, 8 грудня 1986) — австралійська плавчиня.
Учасниця Олімпійських Ігор 2004 року. Бронзова медалістка Чемпіонату світу з водних видів спорту 2005 року.
Медалістка Ігор Співдружності 2006 року.